# 景海鵬
景海鵬（けい かいほう）は中国人民解放軍空軍の軍人。階級は少将。戦闘機パイロットであったが、1998年に中国国家航天局の神舟プログラムのメンバーに選ばれた。
景は、神舟6号の乗組員の最終選考に残った6人のうちの1人である。
2008年9月17日、景は翟志剛、劉伯明とともに、2008年9月17日に神舟7号の乗組員に選ばれた。2008年9月25日21時10分（CST）、彼らは中国3度目の有人宇宙飛行として宇宙に打ち上げられた 。
2012年6月16日、神舟9号で2度目の打ち上げを経験。中国の宇宙飛行士で、複数回の宇宙飛行をおこなったのは景が初めてである。
2016年10月17日、神舟11号に搭乗し、中国の宇宙飛行士で初となる3度目の宇宙飛行に成功した。